# Vachellia abyssinica
Acacia abyssinica é uma espécie de leguminosa do gênero Acacia, pertencente à família Fabaceae.